# L'Oiseau Blanc

"L'Oiseau Blanc", Nungessers och Colis planerade flygning från Paris till New York.

L'Oiseau Blanc var ett franskt Levasseur PL 8 biplan som försvann 1927 under ett försök att göra den första transatlantiska non-stop flygningen mellan Paris och New York. Planet flögs av två franska krigshjältar från första världskriget, Charles Nungesser och François Coli. Vid en lyckad flygning skulle de få Orteigpriset på 25 000 US-dollar. Men planet försvann någon gång under flygturen som inleddes den 8 maj i Paris. Två veckor senare lyckades Charles Lindbergh genomföra samma flygning med planet The Spirit of St. Louis och aspirerade därmed på priset. White Birds försvinnande räknas som ett av de stora mysterierna i flygets historia. 